# Liste der Schaufelraddampfer der Prager Gesellschaft für Dampfschifffahrt
Die Liste der Schaufelraddampfer der Prager Gesellschaft für Dampfschifffahrt ist eine chronologische Auflistung der Dampfschiffe, die bei der Gesellschaft im Einsatz waren. Aufgeführt werden alle bekannten Namen der einzelnen Schiffe und soweit bekannt der Verbleib der Schiffe und Dampfmaschinen. Die Nummerierung (II), (III), (IV) einiger Schiffe weist auf die Häufigkeit des Namens während des Betriebes bei der Dampfschiffahrtsgesellschaft hin.
| Jahr Indienst- stellung | Name bei Indienststellung | alle bekannten Namen                                                            | Jahr Aus- musterung | Verbleib                  | Passagier- zahl | Maschinentyp                                                                                    | Leistung      | Herkunft der Maschine | Verbleib der Maschine        |
| ----------------------- | ------------------------- | ------------------------------------------------------------------------------- | ------------------- | ------------------------- | --------------- | ----------------------------------------------------------------------------------------------- | ------------- | --- | ---------------------------- |
| 1865                    | Praha                     | Praha Stanislaw                                                                 | 1921 1950           | verkauft letzter Nachweis | 600 (1865)      | oszillierende 2-Zylinder-Zwillings-Dampfmaschine                                                | 58 PS         | Prager Maschinenbau-Aktiengesellschaft vorm. Ruston & Co.                                                                | verschrottet                 |
| 1866                    | Vyšehrad                  | Vyšehrad Zbraslav (II) Königsaal Zbraslav                                       | 1953                | Abbruch                   | 600             | oszillierende 2-Zylinder-Zwillings-Dampfmaschine oszillierende 2-Zylinder-Verbund-Dampfmaschine | 63 PS ?       | Prager Maschinenbau-Aktiengesellschaft vorm. Ruston & Co. Umbau 1937 Škodawerke AG                                       | verschrottet                 |
| 1880                    | Kaiser Franz Josef        | Kaiser Franz Josef František Josef Hradčany Mělník Peter Parler Hradčany        | 1981                | Abbruch                   | 600 (1880)      | oszillierende 2-Zylinder-Zwillings-Dampfmaschine oszillierende 2-Zylinder-Verbund-Dampfmaschine | 110 PS 140 PS | Franz Josef Umbau 1940 ČKD                                                                                               | Schifffahrtsmuseum Lauenburg |
| 1887                    | František Josef I.        | František Josef I. Zbraslav Praha (II) Prag Praha Včela                         | 1978                | Abbruch                   | 800             | schrägliegende 2-Zylinder-Verbund-Dampfmaschine                                                 | 122 PS        | Prager Maschinenbau-Aktiengesellschaft vorm. Ruston & Co.                                                                | verschrottet                 |
| 1890                    | Stadt Wehlen              | Stadt Wehlen Masaryk                                                            | 1937                | Abbruch                   | 621             | oszillierende 2-Zylinder-Zwillings-Dampfmaschine                                                | 110 PS        | Sächsischen Dampfschiffs- und Maschinenbauanstalt der Oesterreichischen Nordwest Dampfschiffahrtsgesellschaft            | verschrottet                 |
| 1891                    | Ferdinand I.              | Ferdinand I. Štěchovice                                                         | 1937                | Abbruch                   | 600             | oszillierende 2-Zylinder-Verbund-Dampfmaschine                                                  | 76 PS         | Prager Maschinenbau-Aktiengesellschaft vorm. Ruston & Co.                                                                | verschrottet                 |
| 1891                    | Fürst Bismarck            | Fürst Bismarck Herrnskretschen Palacký Štěchovice Goldenkron Stalingrad Sněžník | 1921 1964           | verkauft Abbruch          | 621 (1891)      | oszillierende 2-Zylinder-Zwillings-Dampfmaschine oszillierende 2-Zylinder-Verbund-Dampfmaschine | 110 PS 156 PS | Sächsischen Dampfschiffs- und Maschinenbauanstalt der Oesterreichischen Nordwest Dampfschiffahrtsgesellschaft Umbau 1940 | verschrottet                 |
| 1891                    | Primátor Dittrich         | Primátor Dittrich Vyšehrad (II) Chrudim Vyšehrad (II)                           | 1951                | Abbruch                   | 600             | oszillierende 2-Zylinder-Verbund-Dampfmaschine                                                  | 76 PS         | Prager Maschinenbau-Aktiengesellschaft vorm. Ruston & Co.                                                                | verschrottet                 |
| 1893                    | Leitmeritz                | Leitmeritz Litoměřice Maxim Gorkij MŠMT 1                                       | 1945 1969           | Reparation Abbruch        | 621 (1893)      | oszillierende 2-Zylinder-Zwillings-Dampfmaschine                                                | 110 PS        | Sächsischen Dampfschiffs- und Maschinenbauanstalt der Oesterreichischen Nordwest Dampfschiffahrtsgesellschaft            | verschrottet                 |
| 1894                    | Prinz Georg               | Prinz Georg König Georg Salesel Poděbrady DSO Dynamo                            | 1945 1959           | Reparation Abbruch        | 621 (1894)      | oszillierende 2-Zylinder-Zwillings-Dampfmaschine                                                | 115 PS        | Raudnitz | verschrottet                 |
| 1894                    | Wettin                    | Wettin Aussig (III) Roudnice Morava Ještěd Jiskra                               | 1945 1969           | Reparation Abbruch        | 621 (1894)      | oszillierende 2-Zylinder-Zwillings-Dampfmaschine oszillierende 2-Zylinder-Verbund-Dampfmaschine | 120 PS 102 PS | Sächsischen Dampfschiffs- und Maschinenbauanstalt der Oesterreichischen Nordwest Dampfschiffahrtsgesellschaft Štefánik   | verschrottet                 |
| 1895                    | Smíchov                   | Smíchov Roudnice NL Smíchov Smichov Lidice                                      | 1952                | Abbruch                   | 600             | oszillierende 2-Zylinder-Verbund-Dampfmaschine                                                  | 143 PS        | Prager Maschinenbau-Aktiengesellschaft vorm. Ruston & Co. Neu 1942 ČKD                                                   | verschrottet                 |
| 1896                    | Bodenbach                 | Bodenbach Podmokly Dr. Miroslav Tyrš Družba MŠMT 2                              | 1945 1980           | Reparation Abbruch        | 750 (1896)      | oszillierende 2-Zylinder-Verbund-Dampfmaschine                                                  | 145 PS        | Schiffswerft Übigau der Deutschen Elbschiffahrts-Gesellschaft, Kette                                                     | verschrottet                 |
| 1938                    | Dr. Edvard Beneš          | Dr. Edvard Beneš Labe Wischehrad Dr. Edvard Beneš Vyšehrad (III)                | 1988                | schwimmfähiges Wrack      | 800             | schrägliegende 2-Zylinder-Verbund-Dampfmaschine                                                 | 220 PS        | ČKD | erhalten                     |
| 1938                    | Antonín Švehla            | Antonín Švehla Karlstein T.G.Masaryk Devin Bohemia Vyšehrad (IV)                |                     | in Fahrt                  | 400             | schrägliegende 2-Zylinder-Verbund-Dampfmaschine                                                 | 220 PS        | ČKD | in Betrieb                   |
| 1940                    | Vltava                    | Vltava Moldau Vltava                                                            |                     | in Fahrt                  | 250             | schrägliegende 2-Zylinder-Verbund-Dampfmaschine                                                 | 150 PS        | ČKD | in Betrieb                   |
| 1949                    | Moravia                   | Moravia Labe Wappen von Minden Weserstolz Labe-Elbe                             |                     | in Fahrt                  | 250             | schrägliegende 2-Zylinder-Verbund-Dampfmaschine                                                 | 150 PS        | ČKD | in Betrieb                   |